# العلاقات الأمريكية الإندونيسية
تتسم العلاقات الأمريكية الإندونيسية بالتعاون الثنائي بين إندونيسيا والولايات المتحدة. العلاقات بين الاثنتين قوية ووثيقة عمومًا. كلتاهما ديمقراطية، وتعترف كل دولة بشكل متبادل بالأهمية الاستراتيجية لنظيرتها.
نظر 61% من شعب إندونيسيا إلى الولايات المتحدة بشكل إيجابي إلى حد ما في عام 2002، وانخفضت النسبة بشكل طفيف إلى 54% في عام 2011، وارتفعت إلى 59% في عام 2014، لتزداد أكثر وتصل إلى 62% في عام 2015 (مقارنة بـ26% فقط ممن لديهم وجهة نظر غير مفضلة للولايات المتحدة). انخفضت وجهات النظر الإيجابية الإندونيسية للولايات المتحدة بشكل كبير خلال إدارة ترامب،[صف بدقة] فكان 43% من الإندونيسيين ينظرون إلى الولايات المتحدة بشكل إيجابي في عام 2018 (انخفاض 20 نقطة تقريبًا منذ نهاية ولاية باراك أوباما) مقارنة بـ42% نظروا إلى الولايات المتحدة بشكل سلبي.
وفقًا لتقرير القيادة العالمية الأمريكية لعام 2012، فإن 23% من الإندونيسيين موافقون على القيادة الأمريكية، و31% منهم رافضون، و46% منهم مترددون. وفقًا لاستطلاع بي بي سي وورلد سيرفس لعام 2014، يرى 36% من الإندونيسيين نفوذ الولايات المتحدة إيجابيًا، و47% منهم يرونه سلبيًا.[صف بدقة]

## المساعدات الإنمائية

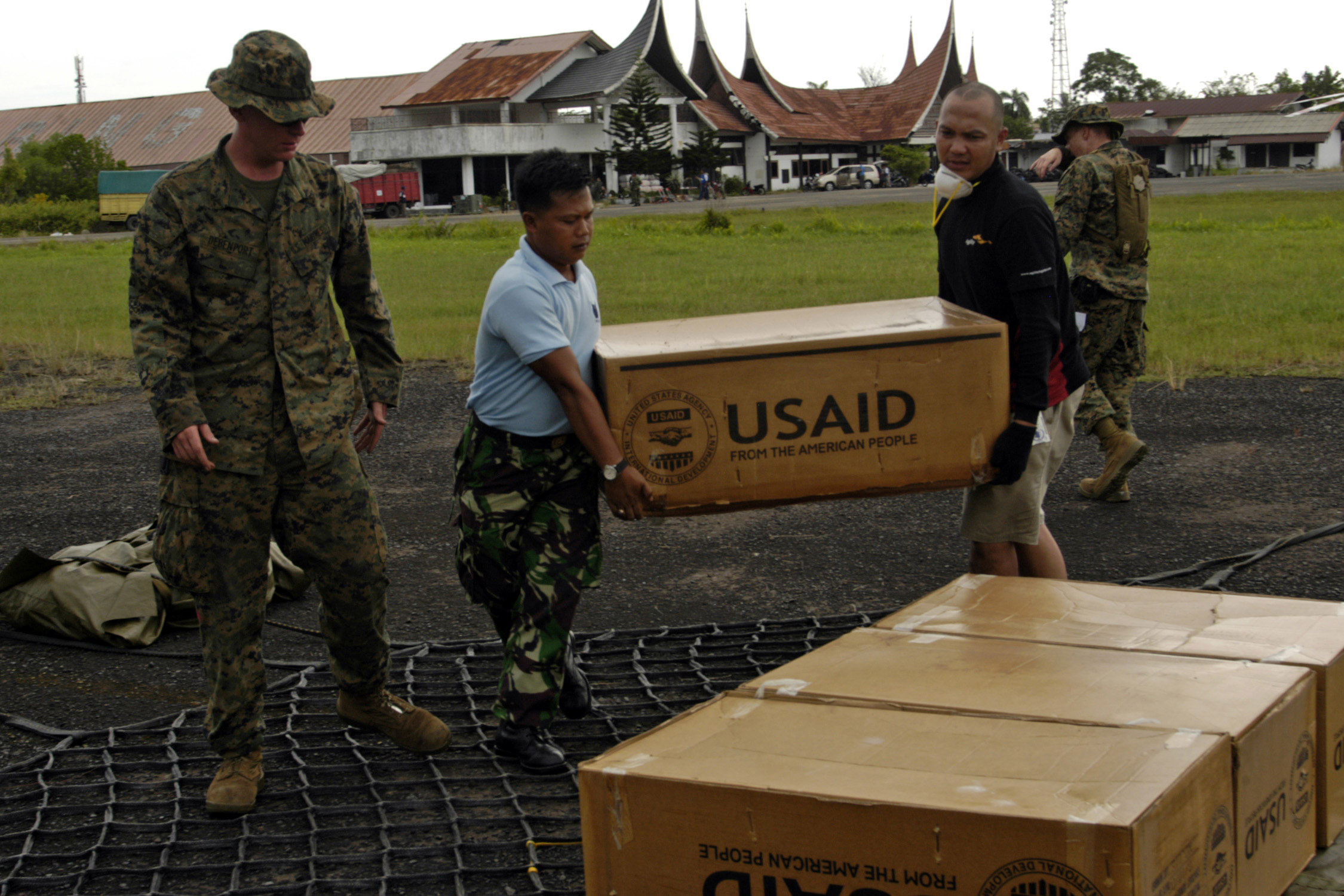
مساعدات إغاثية من الوكالة الأمريكية للتنمية الدولية في أعقاب زلزال سومطرة عام 2009.

قدّمت الوكالة الأمريكية للتنمية الدولية (يو إس آيد) وأسلافها مساعدة إنمائية لإندونيسيا منذ عام 1950. ركزت المساعدة الأولية على الاحتياجات الأكثر إلحاحًا للجمهورية الجديدة، بما في ذلك المعونة الغذائية، وإعادة تأهيل البنية التحتية، والرعاية الصحية، والتدريب. لمدة ثلاثين سنةً، بين عامي 1967 و2007، قُدِّمت المساعدة الأمريكية لإندونيسيا أولًا عبر الفريق الحكومي الدولي المعني بإندونيسيا، ثم الفريق الاستشاري المعني بإندونيسيا. خلال سبعينيات القرن العشرين، وهي فترة النمو الاقتصادي الهائل في إندونيسيا، لعبت الوكالة الأمريكية للتنمية الدولية دورًا مهمًا في مساعدة البلاد على تحقيق الاكتفاء الذاتي في إنتاج الأرز وخفض معدل المواليد. تركز برامج المساعدة التي تقدمها الوكالة الأمريكية للتنمية الدولية اليوم على التعليم الابتدائي، والحكم الديمقراطي، وإعادة البناء بعد كارثة تسونامي عام 2004، والنمو الاقتصادي، والصحة، والمياه، والغذاء، والبيئة.
تحسين جودة التعليم اللامركزي
في أكتوبر عام 2003، أعلن الرئيس بوش الابن عن مبادرة التعليم الإندونيسي بقيمة 157 مليون دولار للفترة 2004-2009 بهدف تحسين جودة التعليم في إندونيسيا. هذه المبادرة هي حجر الزاوية في برنامج مساعدة الحكومة الأمريكية في إندونيسيا، إذ تستجيب بشكل مباشر لأولويات إندونيسيا وتعكس التزامًا مشتركًا للعلاقة بين إندونيسيا والولايات المتحدة بهدف تنشيط التعليم للجيل القادم من قادة إندونيسيا.
إدارة التعليم الأساسي (إم بي إي)
منذ عام 2003، عمل هذا المشروع مع الحكومات المحلية لتعزيز قدرتها على الإدارة الفعالة لخدمات التعليم الابتدائي في 20 مقاطعة/بلدية في شرق جاوة ووسطها، وآتشيه، وجاكرتا. تعمل إم بي إي أيضًا مع 10,000 معلّم لتحسين جودة التدريس والتعلم في الصفوف من 1 إلى 9 من خلال تدريب المعلمين في أثناء عملهم، ومشاركة المجتمع، وتعزيز الإدارة القائمة على المدرسة. تصل إم بي إي مباشرة إلى 450 مدرسة، 20% منها مدارس إسلامية، و140,000 طالب. من خلال نشرها الممارسات الجيدة، تلقى معلمون من 2,000 مدرسة إضافية التدريب في العام الماضي.
التعليم الأساسي اللامركزي (دي بي إي)
ستعمل مبادرة التعليم الإندونيسية على تحسين جودة التعليم الأساسي في المدارس الابتدائية والثانوية، العامة والخاصة، وستركز على ثلاث نتائج: (دي بي إي1) إدارة الحكومات والمجتمعات المحلية خدمات التعليم بشكل أكثر فعالية؛ و(دي بي إي2) تحسين جودة التدريس والتعلم لتحسين أداء الطلاب في المواد الأساسية مثل الرياضيات والعلوم والقراءة؛ و(دي بي إي3) اكتساب الشباب مهارات الحياة والعمل المناسبة للتنافس بشكل أفضل على الوظائف في المستقبل.
فرص للأطفال المضعفين
يعزز هذا البرنامج التعليم الشامل في إندونيسيا. يُتاح للأطفال ذوي الاحتياجات الخاصة، مثل ذوي الإعاقة البصرية، فرصةُ التعلم في المدارس العامة. يجري تطوير نماذج قابلة للتكرار لتوسيع مدى وصول البرنامج.
الديمقراطية الفعالة والحكم اللامركزي
يسعى هذا الهدف إلى دعم الإصلاحات الديمقراطية من خلال دعم الحكم المحلي الفعال والخاضع للمساءلة، ومعالجة النزاعات، وتشجيع التعددية، وتعزيز الإصلاحات الديمقراطية على المستوى الوطني.
تخفيف حدة الصراع ودعم السلام
ظلّت الوكالة الأمريكية للتنمية الدولية جهة مانحة أساسية تعمل على التخفيف من حدة الصراع ودعم السلام في مناطق الصراع، مثل آتشيه، وبابوا، وسولاويسي، وأمبون. تركز أنشطة المساعدة على الآتي: حل/تخفيف النزاعات، والشؤون المدنية العسكرية، وتنمية سبل العيش في مناطق النزاع، وصياغة التشريعات ذات الصلة ومراقبتها، والمساعدة الانتقالية في حالات الطوارئ وما بعد النزاع للأشخاص المتضررين من النزاع.
مكافحة الاتجار بالبشر
تعمل برامج الوكالة الأمريكية للتنمية الدولية لمكافحة الاتجار عن كثب مع وزارة تمكين المرأة ومجموعات المجتمع المدني في صنع السياسات، وتطوير البرامج، ودعم الضحايا، ونشر المعلومات التي ستساهم في الحد من الاتجار بالنساء والأطفال في إندونيسيا.
إصلاحات قطاع العدل
من خلال برنامج دعم الإصلاح الديمقراطي وبرنامج إصلاح قطاع العدل، تقدم برامج قطاع العدل الحالية التابعة للوكالة الأمريكية للتنمية الدولية المساعدة الفنية والتدريب للقضاة والمدعين العامين والموظفين في المحكمة العليا والمحكمة الدستورية ومكتب النائب العام.
التعزيز التشريعي
تُقدَّم المساعدة والتدريب التقنيين لتعزيز مهارات الصياغة التشريعية والقانونية للبرلمانيين، وأيضًا لتقديم الدعم المؤسسي لمجلس النواب الوطني، ومجلس النواب الإقليمي الوطني، وتسعة مجالس تشريعية على مستوى المقاطعات، و40 مجلسًا تشريعيًا على مستوى المقاطعات. تشمل الأنشطة تعزيز الجمهور والتوعية الإعلامية، وتطوير القدرة على صياغة وتحليل التشريعات والميزانيات التشغيلية، وإنشاء تحالفات بين الأحزاب، وتشجيع اللجان التشريعية على أداء مهامها والقيام بالتخطيط الاستراتيجي.
برنامج دعم الحكم المحلي
يساعد هذا البرنامج حاليًا 60 حكومة محلية على زيادة المساءلة والشفافية الحكومية، وتعزيز العملية التشريعية المحلية، وتعزيز مشاركة المواطنين، وإصلاح الخدمة المدنية، وتحسين تقديم الخدمات الأساسية.
تطوير وسائل الإعلام
في أكتوبر عام 2005، موّلت الوكالة الأمريكية للتنمية الدولية مشروعًا جديدًا لتطوير وسائل الإعلام بعنوان «البناء على الأساسات: تعزيز وسائل الإعلام الإذاعية المهنية والمسؤولة والمستجيبة في إندونيسيا». يهدف البرنامج إلى بناء وسائل إعلام محلية احترافية قائمة على المعلومات التي تستجيب لتطوير المناطق في جميع أنحاء إندونيسيا وإصلاحها. يساعد البرنامج المحطات الإذاعية المحلية في شمال سومطرة وآتشيه وجاوة، ويعزز الحوار حول اللوائح الإعلامية، ويقدم الدعم لوسائل الإعلام والتعليم الإعلامي في آتشيه.
إعادة الإعمار ما بعد التسونامي
إن حكومة الولايات المتحدة من أُوَل الجهات المانحة التي استجابت للكارثة، وقد ظلّت واحدة من أهم المساهمين في جهود الإغاثة وإعادة الإعمار في إندونيسيا. من خلال منح عديدة للمنظمات غير الحكومية (إن جي آوز) والمنظمات الدولية ووكالات الأمم المتحدة، ساعدت الوكالة الأمريكية للتنمية الدولية في استقرار الوضع الإنساني في آتشيه، وتجنب أزمة الصحة العامة، وتوفير خدمات الإغاثة للناجين.
إعادة بناء المأوى والبنية التحتية الرئيسية
تساعد الوكالة الأميركية للتنمية الدولية المجتمعات من خلال توفير المأوى المطلوب بشدة، والعمل مع الحكومة الإندونيسية لإعادة بناء البنية التحتية الحيوية، وضمان مراعاة التنظيم والتخطيط المناسبين من خلال التعاون المحلي.
استعادة سبل العيش
تمكن الوكالة الأمريكية للتنمية الدولية المجتمعات من توجيه بناء القدرات لإفادة الناس على المستوى المحلي. تعمل مبادرة التعافي المستند إلى المجتمع للوكالة الأمريكية للتنمية الدولية مع 59 قرية لتنظيم مبادرات بناء القدرات المحلية.
تعزيز القدرات والحكم
تساعد الوكالة الأمريكية للتنمية الدولية في استعادة الخدمات الحكومية المحلية في آتشيه، وتعمل على زيادة المساءلة والشفافية الحكومية، وتعزيز العملية التشريعية المحلية، وتعزيز مشاركة المواطنين، وإصلاح الخدمة المدنية، وتحسين تقديم الخدمات الأساسية.
تعزيز النمو الاقتصادي وخلق فرص العمل
تركز المساعدة للحكومة الإندونيسية والقطاع الخاص على خلق فرص عمل من خلال تحسين بيئة الأعمال والاستثمار، ومكافحة الفساد، وزيادة القدرة التنافسية في القطاعات الرئيسية، وتحسين سلامة النظام المالي. تعمل الوكالة الأمريكية للتنمية الدولية مع الإندونيسيين لضمان تمتع الأجيال القادمة ببلد مزدهر وديمقراطي ومستقر بشكل متزايد.
بيئة الأعمال وتنمية المشاريع
تهدف الجهود الرامية إلى تعزيز الشفافية وبيئة الأعمال التنظيمية والقانونية التي يمكن التنبؤ بها إلى تقليل التكاليف الخفية لممارسة الأعمال التجارية، والحد من الارتياب، وتعزيز التجارة والاستثمار، وخلق فرص العمل. تقدم الوكالة الأمريكية للتنمية الدولية مساعدة فنية لقطاعات الصناعة الرائدة لدعم النمو، والصادرات، والوظائف، والازدهار. تؤدي هذه الجهود إلى زيادة الإنتاجية والقدرة التنافسية الوطنية من خلال تشكيل تحالفات أقوى من المدافعين عن المجتمع العام والخاص والمدني من أجل تغيير قانوني وتنظيمي وسياسي.
متانة القطاع المالي وسلامته
تعمل الوكالة الأمريكية للتنمية الدولية على تحسين الرقابة على الوسطاء الماليين للبنوك وغير البنوك من أجل تعزيز المتانة والسلامة في النظام المالي وتحسين الشفافية والحكم.
تحسين جودة الخدمات الإنسانية الأساسية
يساعد مكتب الخدمات الإنسانية الأساسية التابع للوكالة الأمريكية للتنمية الدولية إندونيسيا من خلال إستراتيجية متكاملة تجمع بين الصحة، والغذاء/التغذية، والإدارة البيئية، وخدمات المياه، على مستوى المنطقة والمجتمع.
الخدمات الصحية
النساء والرضع والأطفال هم المستفيدون الرئيسيون من برنامج الصحة العامة المتكامل. من خلال العمل مع الحكومة والمنظمات غير الحكومية والشركاء الآخرين، تركز الوكالة الأمريكية للتنمية الدولية على صحة الأم والوليد والطفل، والصحة الإنجابية، والتغذية، وفيروس نقص المناعة البشرية/الإيدز والسل والملاريا، ولامركزية القطاع الصحي. تربط السلوكيات المحسنة لالتماس الرعاية الصحية داخل المجتمعات بين التدخلات الرئيسية لتعزيز النظافة، مثل غسل اليدين بالصابون، من أجل الحد من مرض الإسهال المسبب الرئيسي لوفيات الأطفال. تتصدى المبادرات الجديدة للتحديات الناشئة من عودة ظهور شلل الأطفال وتفشي إنفلونزا الطيور في إندونيسيا.
الغذاء والتغذية
لتحسين الوضع الغذائي للإندونيسيين، تستهدف المساعدات الغذائية التي تقدمها الوكالة الأمريكية للتنمية الدولية المجتمعات الفقيرة. تؤثر هذه الأنشطة بشكل مباشر على النساء والأطفال من خلال التغذية التكميلية المستهدفة وأنشطة التعليم الغذائية. يعمل برنامج المساعدة الغذائية مع القرى لبناء المراحيض العامة، ومرافق الغسيل، ومحطات المياه المحمية، وتنظيم جهود التخلص من النفايات الصلبة لحماية صحة المجتمع بشكل أفضل. سيتلقى أكثر من مليون شخص مساعدات مباشرة من المساعدة الغذائية المقدمة من قبل الوكالة الأمريكية للتنمية الدولية في إطار هذا البرنامج.

## مقارنة بين البلدين
هذه مقارنة عامة ومرجعية للدولتين:
| وجه المقارنة                                              | الولايات المتحدة                                                                                                  | إندونيسيا         |
| --------------------------------------------------------- | --- | ----------------- |
| المساحة (كم2)                                             | 9.83 مليون | 1.90 مليون        |
| عدد السكان (نسمة)                                         | 311.58 مليون | 263.99 مليون      |
| الكثافة السكانية (ن./كم²)                                 | 31.7 | 138.94            |
| العاصمة                                                   | واشنطن العاصمة | جاكرتا            |
| اللغة الرسمية                                             | لغة إنجليزية | اللغة الإندونيسية |
| العملة                                                    | دولار أمريكي | روبية إندونيسية   |
| الناتج المحلي الإجمالي (بليون دولار)                      | 19.39 تريليون | 1.02 تريليون      |
| الناتج المحلي الإجمالي (تعادل القوة الشرائية) بليون دولار | 18.04 تريليون | 2.85 تريليون      |
| الناتج المحلي الإجمالي الاسمي للفرد دولار أمريكي          | 56.12 ألف | 3.35 ألف          |
| الناتج المحلي الإجمالي للفرد دولار أمريكي                 | 54.63 ألف | 10.52 ألف         |
| مؤشر التنمية البشرية                                      | 0.920 | 0.684             |
| رمز المكالمات الدولي                                      | +1 | +62               |
| رمز الإنترنت                                              | .us، حكومة، .mil، Edu.                                                                                            | .id               |
| المنطقة الزمنية                                           | توقيت ساموا الأمريكية، توقيت أطلنطي موحد، منطقة زمنية وسطى، توقيت ألاسكا ‏، المنطقة الزمنية الجبلية، توقيت تشامرو ‏ |                   |

## مدن متوأمة
في ما يلي قائمة باتفاقيات التوأمة بين مدن أمريكية وإندونيسية:
- ترتبط سانت لويس مع بوكور باتفاقية توأمة منذ 1960.
- ترتبط مقاطعة أرلنغتون مع تانقيرانغ باتفاقية توأمة منذ 17 سبتمبر 1993.
- ترتبط أتلانتا مع بيكانبارو باتفاقية توأمة منذ 1979.
- ترتبط لوس أنجلوس مع جاكرتا باتفاقية توأمة منذ 1 أبريل 1959.[18][18][18][18]
- ترتبط نيويورك مع جاكرتا باتفاقية توأمة منذ 2003.[19][19][19][19]
- ترتبط سياتل مع سورابايا باتفاقية توأمة منذ 1981.[20][20][21][22]
- ترتبط فورت وورث مع باندونغ باتفاقية توأمة منذ 15 يونيو 1990.

## منظمات دولية مشتركة
يشترك البلدان في عضوية مجموعة من المنظمات الدولية، منها:
| علم المنظمة | اسم المنظمة                                      | تاريخ انضمام الولايات المتحدة | تاريخ انضمام إندونيسيا |
| ----------- | ------------------------------------------------ | ----------------------------- | ---------------------- |
|             | وكالة ضمان الاستثمار متعدد الأطراف               | 12 أبريل 1988                 | 12 أبريل 1988          |
|             | الاتحاد الدولي للاتصالات                         | 1 يوليو 1908                  | 1949                   |
|             | يونسكو                                           | 4 نوفمبر 1946                 | 27 مايو 1950           |
|             | الأمم المتحدة                                    | 24 أكتوبر 1945                | 28 سبتمبر 1950         |
|             | بنك التنمية الآسيوي                              | 1966                          | 1966                   |
|             | مؤسسة التمويل الدولية                            | 20 يوليو 1956                 | 23 أبريل 1968          |
|             | منظمة الشرطة الجنائية الدولية                    | ?                             | 5 أكتوبر 1954          |
|             | الاتحاد البريدي العالمي                          | ?                             | ?                      |
|             | منظمة حظر الأسلحة الكيميائية                     | ?                             | ?                      |
|             | منظمة التجارة العالمية                           | ?                             | ?                      |
|             | المركز الدولي لتسوية المنازعات الاستشارية        | 14 أكتوبر 1966                | 28 أكتوبر 1968         |
|             | البنك الدولي للإنشاء والتعمير                    | 27 ديسمبر 1945                | 13 أبريل 1967          |
|             | منتدى آسيان الإقليمي ‏                            | ?                             | ?                      |
|             | منتدى التعاون الاقتصادي لدول آسيا والمحيط الهادئ | 6 نوفمبر 1989                 | 6 نوفمبر 1989          |
|             | مؤسسة التنمية الدولية                            | 24 سبتمبر 1960                | 20 أغسطس 1968          |
|             | المنظمة الهيدروغرافية الدولية                    | ?                             | ?                      |
|             | مجموعة العشرين                                   | ?                             | ?                      |
|             | الفريق المعني برصد الأرض                         | ?                             | ?                      |

## أعلام
هذه قائمة لبعض الشخصيات التي تربطها علاقات بالبلدين:
- أنطونيو بلانكو (رسام فلبيني، 15 سبتمبر 1911 – 10 ديسمبر 1999)
- بول ولفويتس (سياسي أمريكي، 22 ديسمبر 1943[33] – )
- جولي إستيل (ممثلة إندونيسية، 4 يناير 1989 – )
- جون مور أليسون (دبلوماسي أمريكي، 7 أبريل 1905[34] – 28 أكتوبر 1978[34])
- روبرت إل. باري (دبلوماسي أمريكي، 1934 – )
- ستيفان ويليام (11 أغسطس 1993 – )
- غافين كوان (لاعب كرة قدم صيني، 5 أبريل 1996 – )
- فرنسيس جوزيف قالبرايث (دبلوماسي أمريكي، 1913[35][36] – 1986[35][36])
- مارشال غرين (دبلوماسي أمريكي، 27 يناير 1916[37] – 6 يونيو 1998)
- مارك بول جوسلار (ممثل أمريكي، 1 مارس 1974 – )
- مايا سويتورو-نج (معلمة من الولايات المتحدة الأمريكية، 15 أغسطس 1970 – )

## وصلات خارجية
- موقع وزارة الخارجية الأمريكية
- موقع وزارة الخارجية الإندونيسية